# San Juan Bautista Tuxtepec (kommun i Mexiko)
San Juan Bautista Tuxtepec är en kommun i Mexiko.   Den ligger i delstaten Oaxaca, i den sydöstra delen av landet, 400 km öster om huvudstaden Mexico City.
Följande samhällen finns i San Juan Bautista Tuxtepec:
- Tuxtepec
- San Bartolo
- Benemérito Juárez
- Camelia Roja
- Macín Chico
- Santa María Obispo
- Sebastopol
- Rodeo Arroyo Pepesca
- Camalotal
- Mata de Caña
- Soledad Macín Chico
- La Carlota
- Buenos Aires el Apompo
- Esperanza Arroyo la Gloria
- Pueblo Nuevo Ojo de Agua
- La Esmalta
- Piedra Quemada
- Arroyo Chiquito
- San Isidro las Piñas
- Rancho Nuevo Jonotal
- El Esfuerzo
- Ojo de Agua
- El Yagual
- El Desengaño
- El Mangal
- Amapa
- Los Reyes
- Fuente Villa
- Tecoteno el Tular
- San Miguel Obispo
- La Nueva Revolución
- Los Mangales
- La Palestina
- El Cañaveral
- Colonia Ortega
- El Escobillal
- Ignacio Zaragoza
- Buenavista Gallardo
- Los Pinos
- Pio V Becerra Ballesteros
- San José
- Centro de Población Rosario Ibarra de Piedra
- Altamira
- Buenavista Río Tonto
- General Lázaro Cárdenas
- Roberto Colorado
- Colonia Víctor Bravo Ahuja
- El Manantial
- Francisco I. Madero